# Hypsochila
Hypsochila es un género  de mariposas de la familia Pieridae. Se encuentra en Sudamérica.

## Especies
- Hypsochila argyrodice (Staudinger, 1899)
- Hypsochila galactodice Ureta, 1955
- Hypsochila huemul Peña, 1964
- Hypsochila microdice (Blanchard, 1852)
- Hypsochila penai Ureta, 1955
- Hypsochila wagenknechti (Ureta, 1938)